# 1901 en Lorraine
Chronologie de la Lorraine
- 1897
- 1898
- 1899
- 1900
- 1901
- 1902
- 1903
- 1904
- 1905

Cette page est une liste d'événements qui se sont produits durant l'année 1901 en Lorraine.

## Éléments de contexte
- Ouverture à Metz d'une permanence syndicale[1].

## Événements

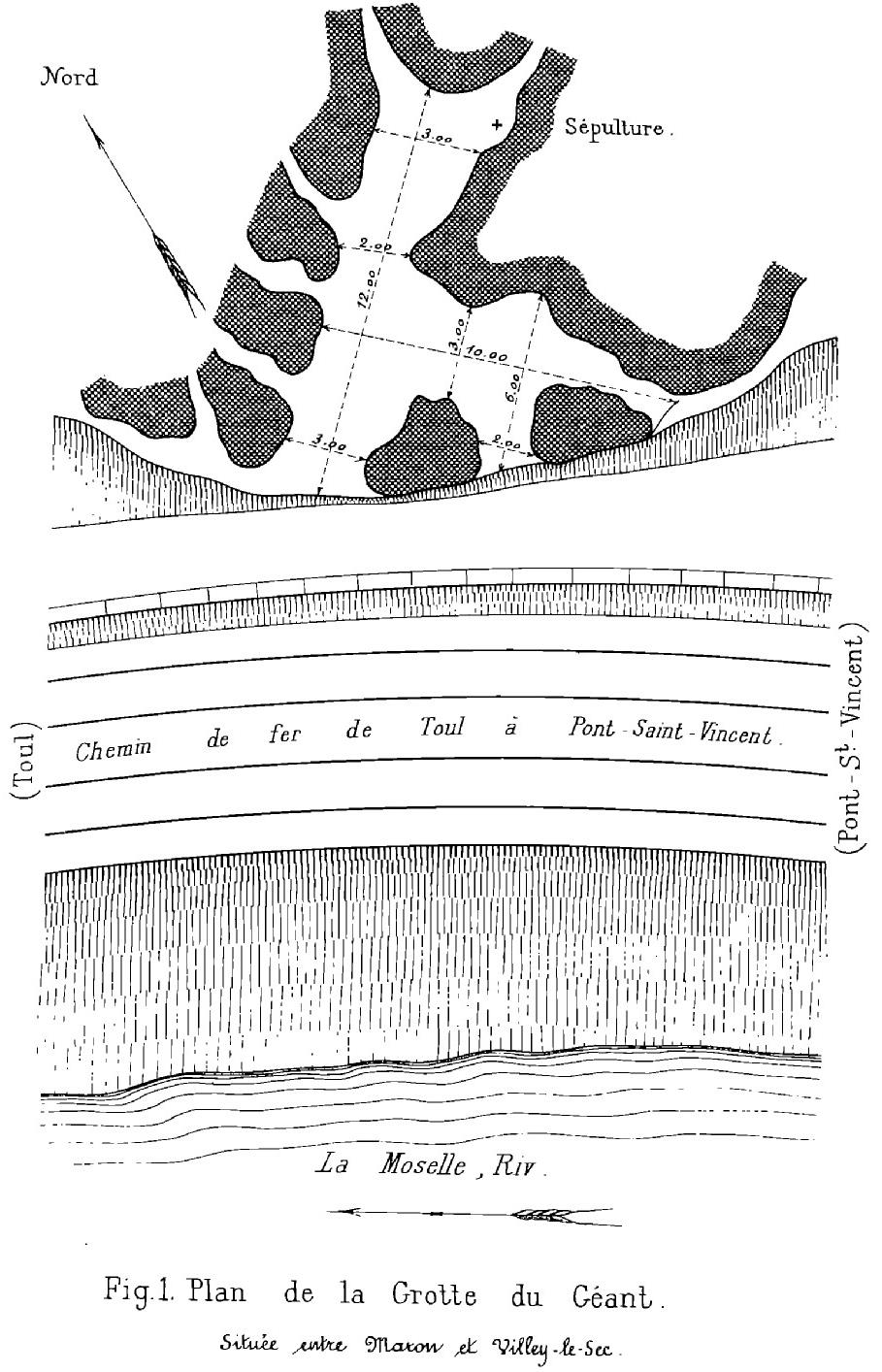
Plan de la grotte du Géant publié par le comte Jules Beaupré en 1901 dans "Note sur une sépulture de l'époque néolithique découverte en 1900 dans la grotte du Géant"

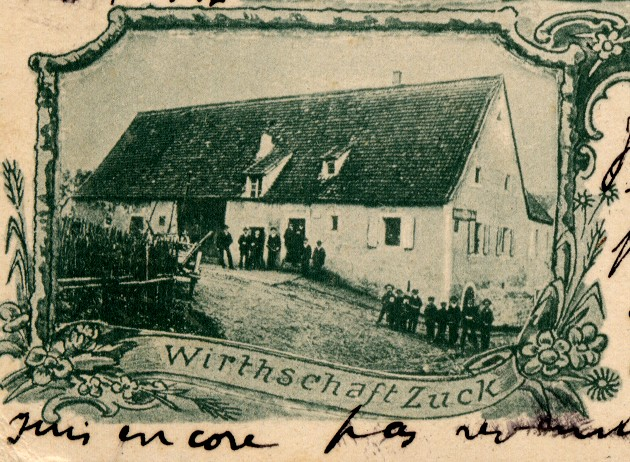
Café Suck à Liederschiedt en 1901

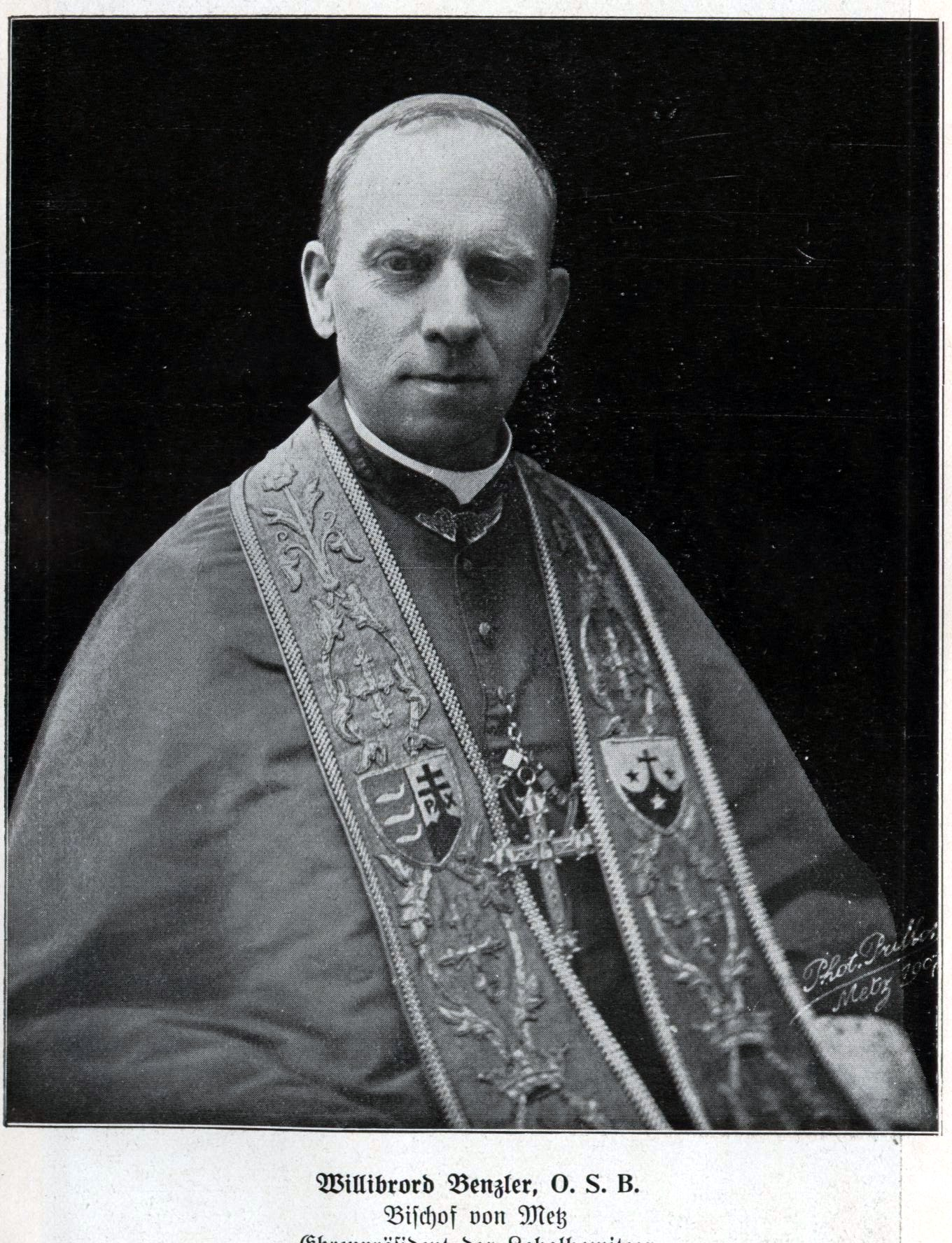
Willibrord Benzler

- Le comte Jules Beaupré établit une correspondance entre des éléments retrouvés dans le Trou des Celtes et des pièces trouvées dans une sépulture de la grotte du Géant à Gondreville[2].
- Création de l'usine d'électricité de Metz ou UEM, fournisseur et producteur français d'électricité et de gaz présent sur le marché messin depuis 1901[3].
- Achèvement des travaux de la Graineterie Génin-Louis rue Saint-Jean à Nancy (Architecte : Henry Gutton)[4].
- Ouverture de la mine d'Auboué[5].
- Mise en service de l'Agence du Crédit Lyonnais rue Saint-Georges à Nancy, qui comprend une remarquable verrière de Jacques Gruber et  Charles Gauvillé[6].
- Début des fouilles au camp d'Affrique[7].
- Émile Gallé et d'autres artistes de l' École de Nancy fonde l' Alliance provinciale des industries d'Art[8].
- Création à Remiremont du premier club de football lorrain[9].

- 20 janvier : Albert de Benoist est élu député de la Meuse pour l'arrondissement de Montmédy, à une élection partielle en remplacement de M. Sommeiller, décédé, au deuxième tour de scrutin avec 6 307 voix contre 5 749 à M. Didion son principal adversaire. Il siège jusqu'en 1906.
- Fondation à Nancy du « Stade universitaire lorrain » (SUL)[10].
- Willibrord Benzler, bénédictin allemand, est nommé évêque de Metz[11].
- Paul Cuny fonde une seconde filature à Roville-devant-Bayon, avec un associé, Giron.
- Une voie piétonne de Nancy, le passage Digot, a été renommée en l'honneur de Auguste Digot[12].
- Émile Gallé crée l'École de Nancy[13]. avec Victor Prouvé, Louis Majorelle, Antonin Daum et Eugène Vallin, alliance dont il est le président.
- 28 octobre : mise en service du tramway de Longwy, conformément à la concession de 75 ans qui avait été rétrocédée à la Société des Tramways de Longwy et extensions par le décret du 3 juin 1902[14].

## Inscriptions ou classements aux titre des monuments historiques
- En Meurthe et Moselle : Château de Lunéville[15]

## Naissances
- 19 janvier à Épinal : Henry Petiot, dit Daniel-Rops, mort le 27 juillet 1965 à Tresserve[16], écrivain et historien français. Membre de l’Académie française de 1955 à sa mort, il reçoit de nombreuses distinctions.
- 28 janvier à Corcieux : Raoul Husson (1901-1967), scientifique et essayiste français, spécialiste de la phonation.
- 3 mars à Neuves-Maisons : Émilie Busquant, morte le 2 octobre 1953[17] à Alger, militante anarcho-syndicaliste, féministe et anticolonialiste française, compagne du leader nationaliste algérien Messali Hadj[18]. Un certain nombre de thèses, objets de controverses et de polémiques en Algérie, mettent à son crédit la confection du premier drapeau algérien.
- 4 avril à Dalem (en Lorraine alors annexée dans l'Empire allemand) : Pierre Muller (homme politique), homme politique français.
- 12 avril à Mirecourt : Paul Demange est un acteur français né Paul Marie Hubert Petit Demange  mort le 28 novembre 1983 à Taverny dans le Val-d'Oise.
- 20 avril à Maidières : Lucien Genot, tireur sportif français (date de décès inconnue), membre de la société de tir de Nancy, champion du monde.
- 29 avril :
  - à Saint-Mihiel : Bernard ou Ceslas Spicq (o.p.), mort le 14 janvier 1992 à Fribourg, dominicain bibliste français.
  - à Tilly-sur-Meuse : Jean Philippot, mort le 5 décembre 1995 à Nantes (Loire-Atlantique), homme politique français d'orientation communiste, maire de Nantes de 1945 à 1947.
- 18 mai à Nancy : Jean Lionel-Pèlerin, mort le 11 septembre 1954, homme politique français de la IVe République, maire de Nancy (1947-1953) et sénateur.
- 25 mai à Plombières-les-Bains : Jean-Marie Janot, mort à Épinal le 8 janvier 1974[19], historien qui a publié plusieurs ouvrages sur l'histoire locale des Vosges.
- 29 mai à Metz : Alfred Thimmesch, mort le 8 juillet 1944 au camp de concentration de Mauthausen, résistant français et Juste parmi les nations. Grâce à sa fonction de secrétaire de police, il établit des fausses pièces d'identité pour sauver des Juifs pendant la Seconde Guerre mondiale.
- 19 juin à Culey : Gaston Génin, décédé à Albine le 2 août 1936, aviateur français, titulaire du brevet de pilote à 20 ans.
- 4 juillet à Morhange : Annemarie von Gabain, morte le 15 janvier 1993 à Berlin, turcologue et sinologue allemande.
- 7 juillet à Bar-le-Duc : Maurice Jubert[20]et mort à Sarrebruck le 22 février 1943, résistant français et un dirigeant de Combat Zone Nord.
- 29 octobre à Creutzwald : Félix Mayer, décédé le 11 mai 1972 à Metz, est un homme politique français.
- 6 novembre à Metz : Gustave Antoine Abel ou Gustave Abel, mort à Salzbourg le 16 juillet 1988, est un spéléologue autrichien, membre actif du Spéléo-club de France puis membre d'honneur de la Fédération française de spéléologie.
- 5 décembre à Lérouville : Maurice Georges, décédé le 15 août 1975 à Le Havre), homme politique français.
- 12 décembre à Nancy : André Dammann, décédé au Mont Cameroun le 3 février 1951),  militaire français, Compagnon de la Libération par décret du 9 septembre 1942. Entrepreneur en Afrique au moment du déclenchement de la Seconde Guerre mondiale, il décide de se rallier à la France Libre et combat au Moyen-Orient et en Afrique où il est plusieurs fois blessé. Il est ensuite affecté au BCRA pour le compte duquel il est parachuté en Savoie où il combat jusqu'à la fin de la guerre. Reprenant ses activités d'entrepreneur au Cameroun après le conflit, il meurt accidentellement dans un accident d'avion.
- 16 décembre à Sarrebourg, en Lorraine : Maxim Kuraner, fils de Friedrich Lutz, brasseur, et d'Amélie Metzger[21],décédé le 26 mars 1978 à Neustadt an der Weinstraße, homme politique allemand (SPD)[22]. Il fut membre du Landtag de Rhénanie-Palatinat de 1950 à 1959[23].
- 22 décembre à Senones : Pierre Humbourg, journaliste et écrivain français, mort le 22 août 1969 à Peyrat-le-Château[24].
- 29 décembre à Sarrebourg : Friedrich Lutz (décédé en  1975), économiste allemand. Proche de l'école autrichienne d'économie, il s'est surtout intéressé à la théorie du capital et de l'investissement.

## Décès
- Georges Proper Clère, dit Georges Clère, né à Nancy le 9 novembre 1819, sculpteur français.
- 8 juin à Nancy : Gustave-Marie Bleicher, né le 16 décembre 1838 à Colmar, biologiste et géologue français.
- 20 juillet à Nancy : Gaston Save[25], né à Saint-Dié le 22 août 1844, peintre, graveur, illustrateur, historien et archéologue français.